# 黒石警察署
黒石警察署（くろいしけいさつしょ）は、青森県警察が管轄する警察署の一つである。津軽地方南東の2市1町1村を管轄する。

## 管轄区域
- 黒石市
- 平川市
- 南津軽郡
  - 大鰐町
  - 田舎館村

## 所在地
- 黒石市北美町2丁目47-1

## 沿革

### 黒石警察署
- 1887年9月18日 - 弘前警察署黒石分署として発足[1]。
- 1888年8月9日 - 黒石警察署として独立。南津軽郡一体を管轄[1]。
- 1948年3月7日 - 警察制度改正による自治体警察発足により、黒石町警察署と改称[1]。
- 1951年10月1日 - 警察法一部改正による自治体警察廃止により、黒石町警察署が廃止、国家地方警察に編入され、黒石地区警察署と改称[1]。
- 1954年7月 - 現行警察法施行による都道府県警察発足により、黒石警察署と改称。

### 大鰐交番（旧大鰐警察署）

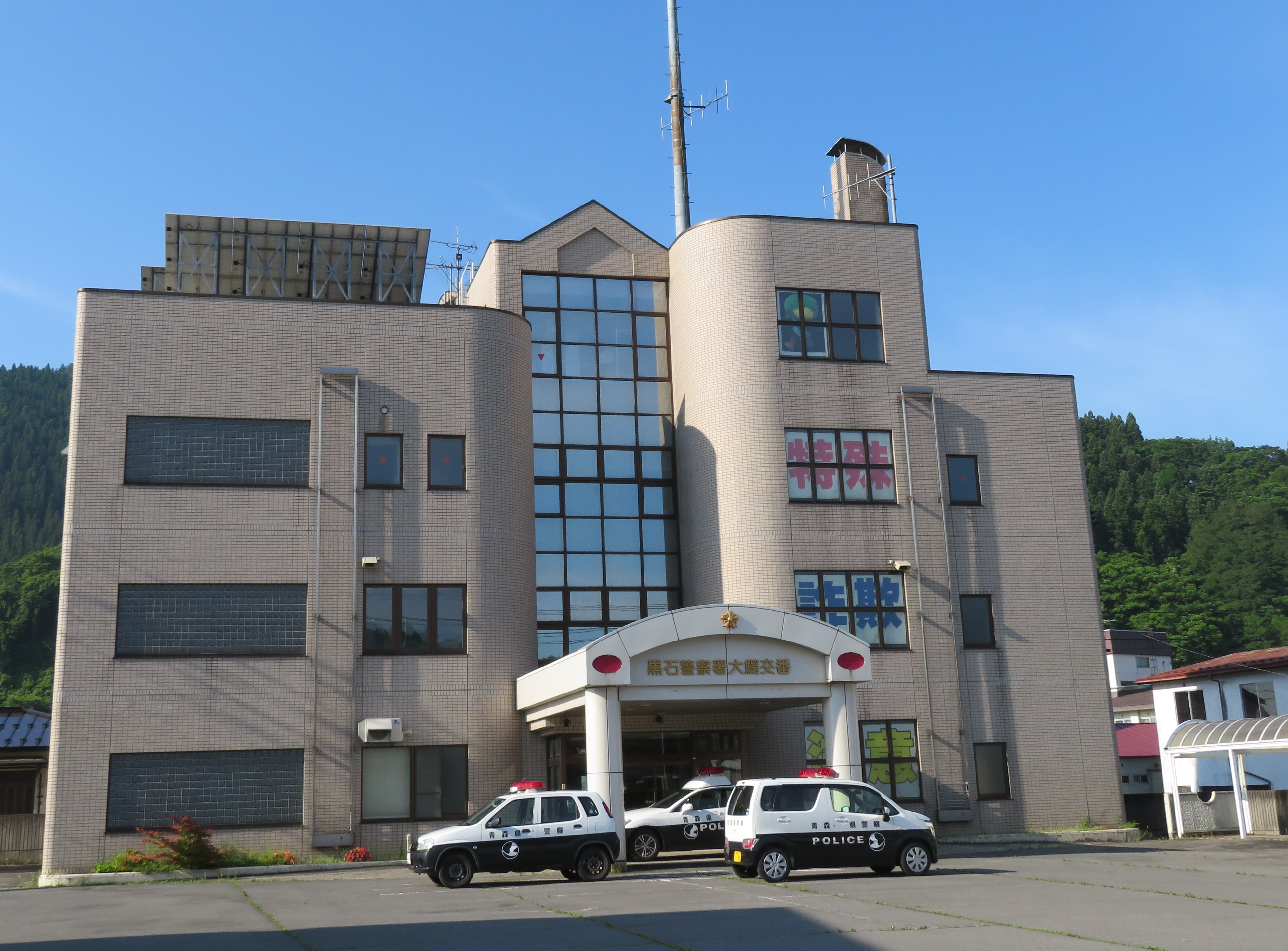
大鰐交番

- 1875年 - 第二大区警察出張所大鰐羅卒屯所として発足。
- 1877年 - 弘前警察署大鰐分署と改称。
- 1879年 - 弘前警察署蔵館分署と改称。
- 1885年 - 蔵館巡査派出所と改称。
- 1887年 - 蔵館巡査駐在所と改称。
- 1888年 - 黒石警察署大鰐巡査駐在所と改称。
- 1900年 - 弘前警察署大鰐巡査駐在所となる。
- 1923年 - 黒石警察署大鰐分署に昇格。
- 1926年 - 大鰐警察署へ昇格。
- 2006年 - 警察署再編に伴い黒石警察署大鰐分庁舎となる。[2]
- 2018年3月30日 - 鯖石駐在所を大鰐交番に統合し廃止する。[3]
- 2020年4月1日 - 大鰐分庁舎が大鰐交番に名称を変更する。[4]

## 組織
- 警務課
  - 警務係
  - 広聴・相談係
  - 犯罪被害者支援係
  - 留置管理係
- 会計課
  - 会計係
- 生活安全課
  - 生活安全係
- 地域課
  - 地域係
  - 自動車警ら係
- 刑事課
  - 刑事第一係
  - 刑事第二係
  - 鑑識係
- 交通課
  - 指導取締係
  - 事故捜査係
  - 規制係
  - 交通係
- 警備課
  - 警備係

## 交番・駐在所
括弧内は所在地を表す。

### 黒石市
- ちとせ交番（黒石市ちとせ1丁目151-3）
- 温湯警察官駐在所（黒石市大字温湯字竹原6-3）

### 平川市
- 平賀交番（平川市柏木町藤山29-22）
- 碇ヶ関警察官駐在所（平川市碇ヶ関山神堂123-2）
- 尾上警察官駐在所（平川市猿賀南田110-5）
- 日沼警察官駐在所（平川市日沼高田104-11）
- 松崎警察官駐在所（平川市松崎亀井22-5）

### 大鰐町
- 大鰐交番（南津軽郡大鰐町大字蔵館字道添7）
- 長峰警察官駐在所（南津軽郡大鰐町大字長峰字九十九森95-3）
- 鯖石警察官駐在所（2018年3月末をもって廃止）

### 田舎館村
- 田舎館警察官駐在所（南津軽郡田舎館村大字八反田字古舘217-3）
- 川部警察官駐在所（南津軽郡田舎館村大字川部字村元87-3）